# Casa Tosi
Casa Tosi, denominata anche Palazzo Baratti, è un palazzo novecentesco di Milano in stile liberty situato in via Senato al civico 28.

## Storia e descrizione
Il palazzo fu realizzato dall'architetto Alfredo Campanini nel 1909 come residenza privata. Lo stile del palazzo può essere classificato come liberty, tuttavia si notano pesanti influssi di neorococò, più nel particolare ispirato al barocco milanese.
Il portale è centrato sulla facciata, ed è sormontato dal balcone decorato con figure di foglie e ferro battuto tipiche del liberty, con curvature che ricordano il barocco. Se al primo piano, il balcone principale è affiancato da altri due balconi, ai piani superiori le finestre sono tutte munite di balconcini. Varcato il cancello in ferro battuto, all'interno si può osservare l'ascensore chiuso in una gabbia di ferro battuto a motivi floreali.